# Nyékládházi vasúti baleset
Az 1975-ös nyékládházi vasúti baleset a Hatvan-Miskolc-Szerencs-Sátoraljaújhely vasútvonalon jelentős anyagi kárral és számos sérült kórházba szállításával végződő esemény volt a Borsod-Abaúj-Zemplén megyei Nyékládháza területén.

## A baleset körülményei
1975. július 30-án 9 óra 1 perckor a V43 1229 pályaszámú géppel továbbított, 13 perc késéssel Nyíregyházára tartó Tokaj Expressz ötödiknek besorozott, Brmo 50 55 85-57 003-7 pályaszámú bisztrókocsija az nyékládházai vasútállomás III. számú (jobb átmenő) fővágányán 118 km/h sebességgel való áthaladás közben, a 4. számú átszelési kitérő „a” végén – az első csúccsal szemben érintett váltón – hátsó forgóvázával kisiklott. A kocsi jobb kitérő irányba terelődött, majd 102 méter megtétele után a IV. számú vágányban fekvő 6. sz. váltón jobb oldalára dőlt, és a vágányon 319 métert csúszott a vonat megállásáig.
A bisztrókocsi siklása következtében az utána sorozott nyolc kocsi – a 4. számú kitérő „b” vége után – szintén sikamlottá vált. Ezek cikcakkban folytatták útjukat a II. és a IV. vágány felé kitérve, miközben a pálya felépítményét súlyosan roncsolták és kitépték, illetve kidöntötték a II–IV. számú vágányok kezdőpont felőli kijárati jelzőit is. A fellépő erőhatások következtében a vonat a 7. és 8. kocsi között szétszakadt. Részben a földön vonszolt kocsik fékezőhatásának, részben a mozdonyvezető közreműködésének következtében a vonat befékeződött, majd 350 méter fékút, a siklás helyétől számított 543 méter megtétele után – elejével a nyílt rakodóval egy vonalban – a szerelvény megállt. A mozdonyon maradt hét kocsi és a leszakadt vonatrész között nyolcvan méter távolság keletkezett. A leszakadt hat kocsi a pályán cikcakkban, kisebb-nagyobb mértékben oldalra dőlve és egymásra torlódva helyezkedett el. A járművekben, a pályában és a biztosítóberendezésben keletkezett kár, valamint a helyreállítás költségei együttesen meghaladták az ötmillió forintot.
A vonaton utazó 709 személy közül négyen súlyosan, 28-an könnyebben megsérültek, őket a mentők a miskolci baleseti kórházba szállították.
A baleset jelentős forgalmi zavart okozott. Emőd és Nyékládháza között a forgalmat autóbuszokkal látták el, majd a pálya ideiglenes helyreállítása után Nyékládháza állomás V–X. vágányának felhasználásával Emőd irányába a jobb vágányon a forgalom 15 órakor, Mezőcsát és Tiszapalkonya felé 17 órakor, Emőd felé a bal vágányon július 31-én 20 óra 30 perckor megindulhatott.

## A vizsgálat eredménye
A vizsgálat személyi felelőst nem nevezett meg: az illetékesek megállapítása szerint a biztosítóberendezés kezelésében és a forgalom lebonyolításában sem a forgalmi dolgozók, sem a vonatszemélyzet részéről szabálytalanság nem történt. Az állomás biztosítóberendezése és a mozdony vonatbefolyásoló berendezése hibátlanul működött.
A baleset okainak feltárása végett alapos vizsgálatnak vetették alá a miskolci járműjavító üzembe szállított négy, illetve a fiókműhelybe szállított öt kocsit. Különösen fontos volt a fentebb említett bisztrókocsi vizsgálata, melynek az útátjáró és a 4. számú váltó közötti furcsa dülöngéléséről több szemtanú is beszámolt. A jármű forgóvázait a Miskolcon el nem végezhető vizsgálatok céljából a Dunakeszi Járműjavítóba szállították. A 96011 sz. forgóváz vizsgálata során derült fény arra, hogy a 7–8. csaphely közé szerelt hidraulikus lengéscsillapító csak egyirányú, nyomásra működő lengéscsillapítást végzett, amit a próbapadon felvett mérési diagram is bizonyított. Az egység szétszerelése után abban ép tömítőgyűrűt nem találtak, és nem volt a helyén a lengéscsillapító széthúzásakor záródó, az olaj áramlását szabályozó szelep sem. A bizottság megítélése szerint a fellépő csillapítóerő csapágyanként mintegy harminc százalékkal csökkent, ezért a kocsi futásjósága jelentősen leromlott. A feltárt hiányosságok adódhattak helytelen szerelésből és elhasználódásból is, de önmagukban nem indokolták a kocsi kisiklását.
Vizsgálták a kisiklás körzetében a vasúti pályatestet is. Több, már korábban is ismert – de a baleset időpontjáig még ki nem javított – nem üzemveszélyes pályahibát (síktorzulás, nyomtávhiba, féloldalas süppedés az átjáróban) ismételten feltártak, ezek azonban kis mértéküknél fogva önmagukban nem voltak alkalmasak a vonat kisiklatására.
A pályában és a járműben fellépő hibák együttesen azonban a körülmények szerencsétlen összejátszása folytán már okai lehettek a balesetnek. A siklás előtti néhány másodpercet a következőképpen rekonstruálták. A 118 km/h sebességgel haladó vonat az útátjáró előtt körülbelül 210 méterrel áthaladt egy rövid, keresztsüppedéses pályaszakaszon. A hibás lengéscsillapítóval futó 5. kocsinál itt bólintó és orsózó mozgást végző szekrénylengés lépett fel. Az útátjáróhoz az adott sebességgel 6,38 másodperc alatt érkezett a kocsi, és ennyi idő – a hibás lengéscsillapító miatt – kevés volt a mozgás megszüntetésére. Az útátjárón található újabb féloldalas süppedés és nyombővülés csak fokozta a kocsi lengését, amelynek hatására az attól 71 méterre lévő 4. számú váltóhoz érkezve a terheletlen hátsó forgóvázába – a kocsi első része volt a bisztrórész, hátsó része utastér, ahol senki sem tartózkodott – bekötött, menetirány szerinti első tengely a jól záródó csúcssínt látható nyom nélkül átugrotta, és ezzel a kocsi, majd a szerelvény egy részének kisiklását okozta.

## Forráshivatkozások
1. ↑  Mihályi András: Lánczos Péter előbb tervezett, utána helyszínelt és nyomozott. (Hozzáférés: 2023. július 30.)